# Język arapaho
Język arapaho (arapahoński, arrapahoe, inuna-ina) – język plemienia indiańskiego Arapaho z Wielkich Równin, obecnie zamieszkującego Rezerwat Wind River w amerykańskim stanie Wyoming oraz spotykanych w zachodniej Oklahomie. Jest językiem tonalnym. Większość użytkowników arapaho to starsi ludzie, ale podejmuje się próby jego rewitalizacji.

## Dialekty i powiązania
Język arapaho uznawany jest za wyjściowy dla atsina (Gros Ventre). Do jego dialektów lub języków pochodnych należały wymarłe: nawathinehena oraz besawunena. Wszystkie te języki łącznie z arapaho grupuje się jako tzw. języki arapaho-atsina. 
Za aktualne dialekty uznaje się:
- północne arapaho – dominująca odmiana języka
- południowe arapaho – z wpływami języka szejeńskiego.